# Voormalige Stadstimmertuin

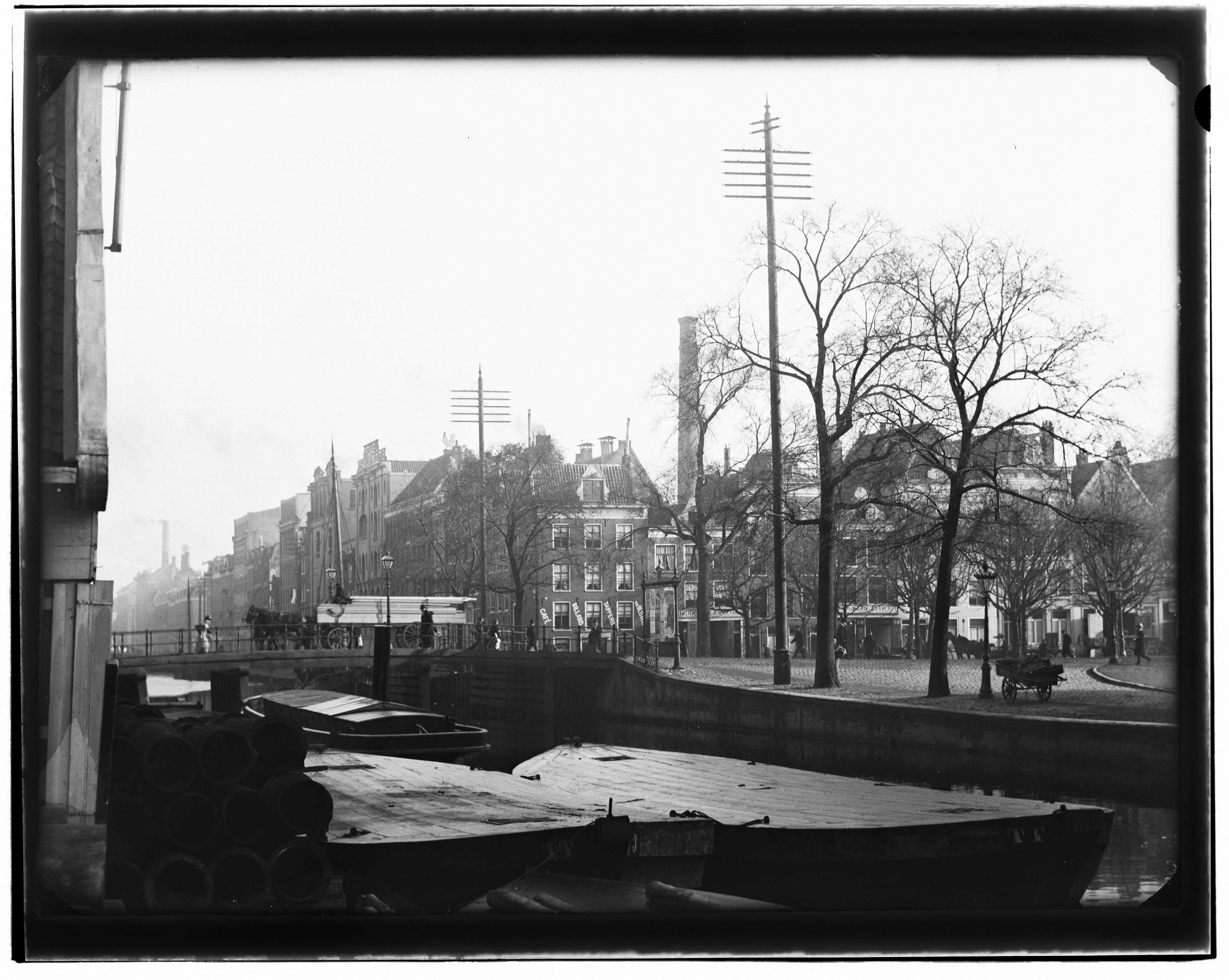
Nieuwe Achtergracht văzut din Weesperplein, fotografie realizată în 1891 de Jacob Olio

Voormalige Stadstimmertuin este o stradă în districtul Amsterdam-Centrum și acum o zonă citadină protejată. Strada este situată la nord de Sarphatistraat, la sud de Korte Amstelstraat și Nieuwe Achtergracht, la vest de Weesperplein și la est de râul Amstel. 

## Istoric
În 1612, a apărut în afara orașului pe locul actualei Tuinstraat de lângă Lijnbaansgracht o zonă împrejmuită care includea, printre altele, un atelier de dulgherie unde, sub conducerea dulgherului orașului, erau fabricate articole de tâmplărie pentru orașul Amsterdam, dar, de asemenea, era folosită pentru depozitarea de materiale de construcții. 
În 1660 depozitul de materiale de construcții ducea lipsă de spațiu ca urmare a extinderii urbane a cartierului Jordaan și a trebuit să fie mutat într-un loc de la periferia orașului în apropiere de poarta Weesperpoort, ce a fost construită în 1662. Canalul Onbekendegracht permitea accesul către Nieuwe Prinsengracht și Amstel. În 1899 a fost nevoie să fie mutat din nou pentru a face loc pentru continuarea expansiunii urbane și a fost mutat în Van Reigersbergenstraat din extremitatea vestică a orașului. Astăzi, majoritatea cartierelor au propriile lor depozite. 
Pe locul viran unde s-a aflat atelierul de tâmplărie au apărut case și clădiri cu destinație comercială, iar noul cartier a fost tăiat în două de o stradă nouă, care a fost numită inițial Korte Amstelgracht și era continuată peste Amstel de Amstelgrachtje, în prezent M.J. Kosterstraat. Pe 3 aprilie 1912 strada a fost redenumită Voormalige Stadstimmertuin.
O clădire proeminentă a străzii este fosta clădire a tipografiei orașului construită în jurul anului 1915, ai cărei stâlpii vechi sunt o mărturie a trecutului orașului. Proprietatea este deținută în continuare de către primăria orașului Amsterdam; vechiul spațiu de birouri a devenit un centru de conferințe în timp ce la parter este o sală de ședințe publice.

## Viitor
În 2015 s-a decis reabilitarea străzii din cauza faptului că era în stare proastă și nu mai fusese modernizată de multă vreme.  A urmat un proces de consultare și în 2016 a fost stabilit noul aspect al zonei. Se așteaptă ca lucrările de reabilitare a străzii să înceapă în 2017.